# Rut

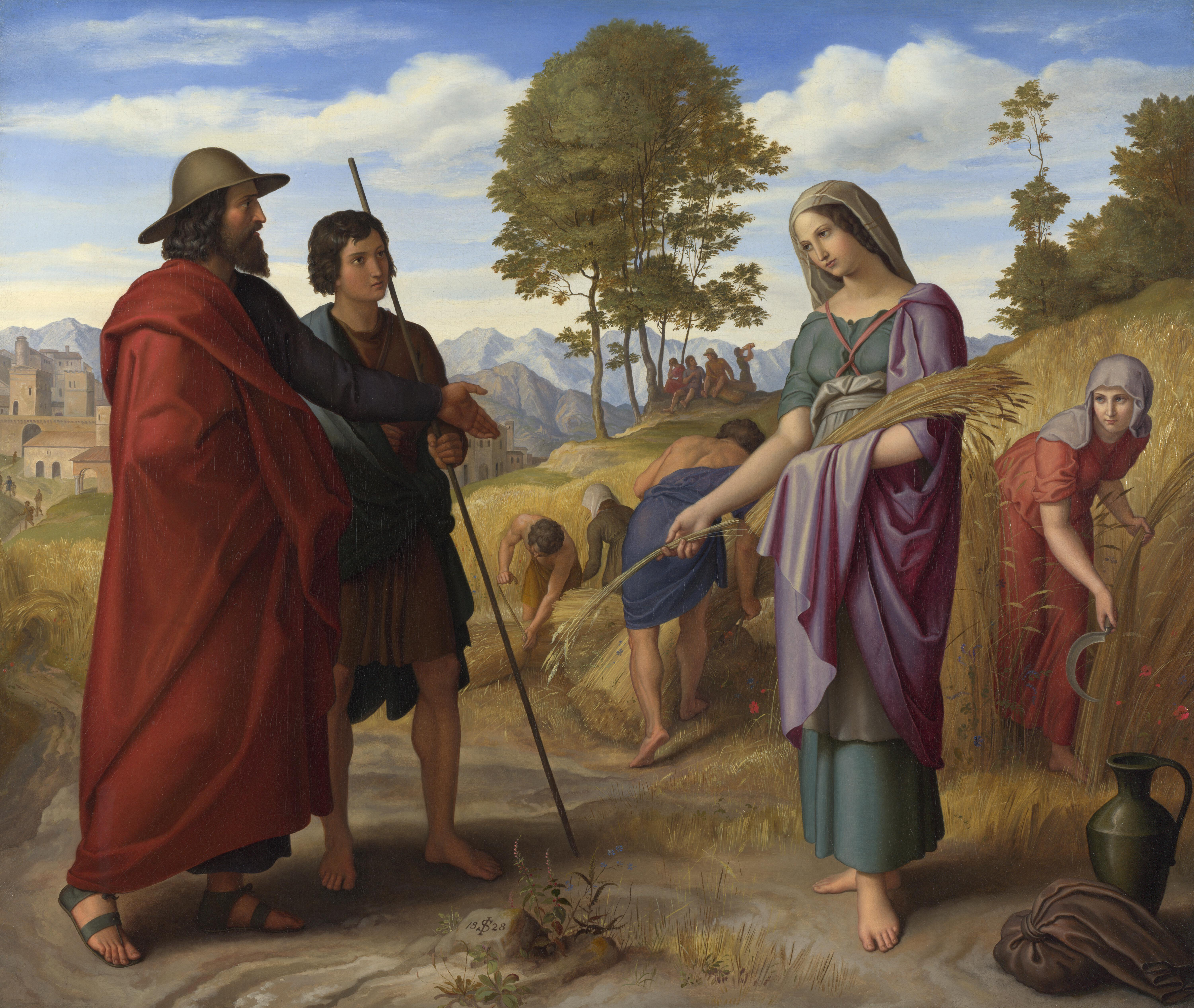
Julius Schnorr von Carolsfeld Rut na polu Booza

Rut, Ruta – postać biblijna z Księgi Rut. 
Moabitka, która poślubiła jednego z dwóch synów Noemi (Machlona), gdy jej rodzina przeniosła się z Betlejem do Moabu uciekając przed głodem. Kiedy mąż i synowie Noemi umarli, Noemi zdecydowała się wrócić do Betlejem. Rut postanowiła nie opuścić swej teściowej i wrócić razem z nią. Jej siostra Orpa natomiast została w Moabie. 
Aby zapewnić sobie wyżywienie, Rut zbierała kłosy jęczmienne na polu należącym do Booza, bogatego krewnego Noemi. Booz potraktował Rut życzliwie, ponieważ wiedział, że była ona dobra dla Noemi. Rut poślubiła Booza. Ich syn Obed był dziadkiem króla Dawida.